# Chilko River
Der Chilko River ist ein 89 km langer orographisch rechter Nebenfluss des Chilcotin River im Chilcotin District im mittleren Westen von British Columbia in Kanada.

## Flusslauf
Der Chilko River bildet den Abfluss des in den Coast Mountains gelegenen Tŝilhqox Biny (vormals Chilko Lake). Er verlässt den See an dessen Nordende. Er fließt anfangs in nordnordöstlicher Richtung, später wendet er sich nach Nordosten. Er durchfließt dabei den südlichen Teil des Chilcotin-Plateaus. Nach etwa 35 km durchfließt er den Lava Canyon. Dort wird der Fluss von Säulenbasalt eingerahmt, der aus der vulkanischen Vorzeit der Region stammt. Später mündet der Taseko River von rechts in den Fluss. Schließlich erreicht der Chilko River westlich von Alexis Creek den wesentlich wasserärmeren Chilcotin River.

## Hydrometrie
Der Chilko River ist ein frei fließender Fluss. Er entwässert ein Areal von etwa 6880 km². 6,5 km oberhalb der Mündung befindet sich ein Abflusspegel (⊙). Der gemessene mittlere Abfluss (MQ) beträgt 88,6 m³/s (1927–2021). Die höchsten Abflüsse treten in den Monaten Juni bis August auf.
Im folgenden Schaubild werden die mittleren monatlichen Abflüsse des Chilko River für die Messperiode 1927/2021 in m³/s dargestellt.

## Flussfauna

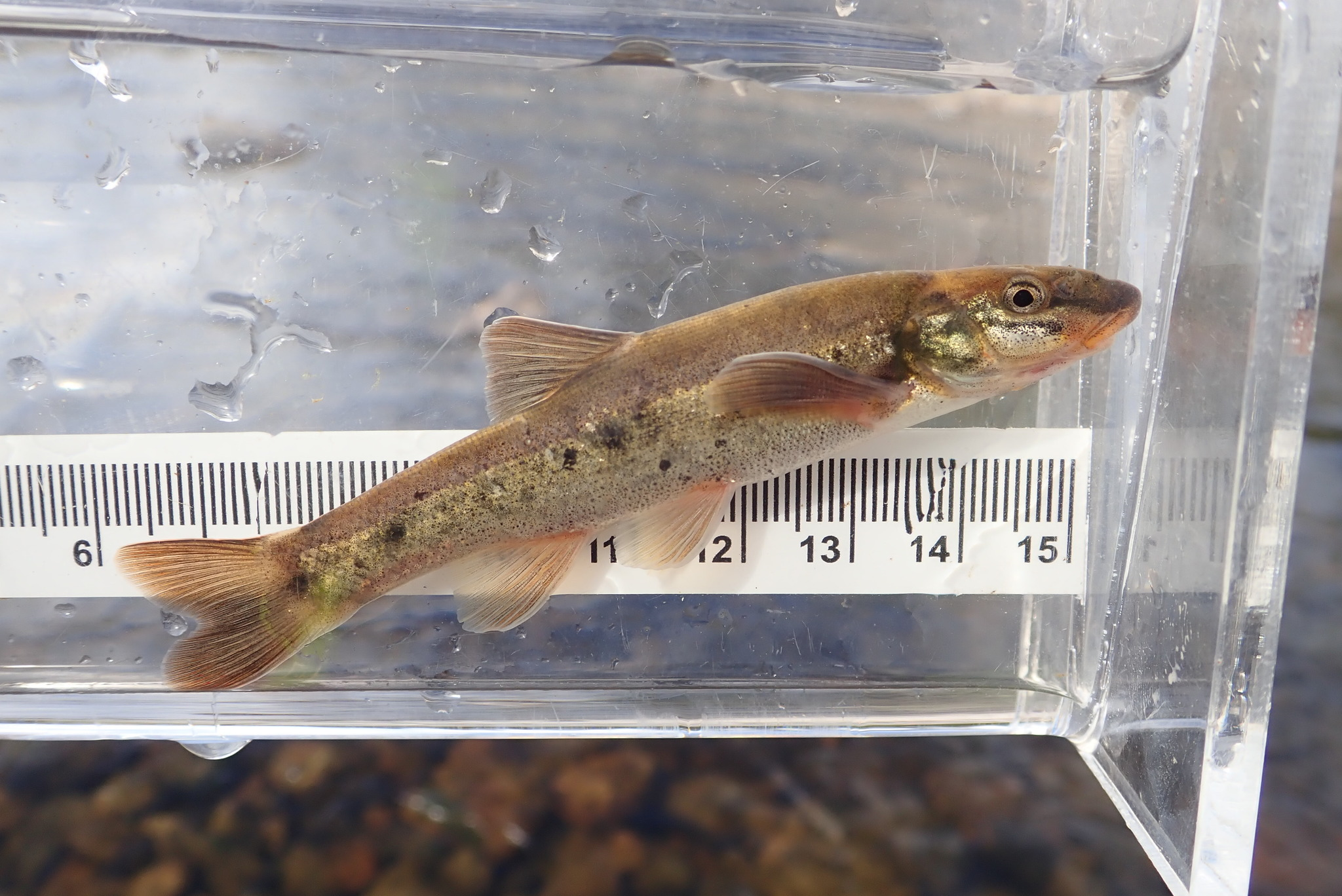
Langnasen-Weißfisch (Rhinichthys cataractae)

Im Chilko River kommen folgende Fisch- und Neunaugen-Arten vor:
Stierforelle, Königslachs, Silberlachs, Dolly-Varden-Forelle, Langnasen-Weißfisch (Rhinichthys cataractae), Prosopium williamsoni (Mountain Whitefish), Lampetra tridentata (Pacific Lamprey), Regenbogenforelle, Rotlachs, Steelhead-Forelle sowie Prosopium spp. und Coregonus spp. (Whitefish).

## Etymologie
Der Name kommt vom Wort Tsilhqox aus der Sprache der Chilcotin und bedeutet „ocker-farbener Fluss“.